# مری-کریستین آدام
مری-کریستین آدام (به انگلیسی: Marie-Christine Adam) (زاده ۲۴ سپتامبر ۱۹۵۰) بازیگر فرانسوی است.
از فیلم‌های معروف او می‌توان به فیلم‌های گرانبها و بخت زندگی‌ام اشاره کرد.